# 65672 Merrick
65672 Merrick este un asteroid din centura principală de asteroizi.

## Descriere
65672 Merrick este un asteroid din centura principală de asteroizi. A fost descoperit pe 16 august 1988 la Observatorul Palomar de Carolyn S. Shoemaker și Eugene M. Shoemaker. Asteroidul prezintă o orbită caracterizată de o semiaxă mare de 2,39 ua, o excentricitate de 0,27 și o înclinație de 24,3° în raport cu ecliptica.